# Edward Atterton
Edward Atterton (* 24. Januar 1962 in Birmingham, England) ist ein britischer Filmschauspieler.

## Biografie
Edward Atterton verbrachte seine Kindheit in seiner Geburtsstadt Birmingham. Ab seinem zehnten Lebensjahr lebte er mit seinen Eltern in London. Er studierte Sozialanthropologie am Trinity College in Cambridge. Nach dem Studienabschluss (Master 1988) lebte er 2 Jahre in Japan.
Atterton absolvierte die Londoner Central School of Speech and Drama. 1993 erhielt er seine erste Filmrolle in der britischen Fernsehserie Agatha Christie’s Poirot.
Im Jahr 1997 begann Atterton eine Beziehung mit der Schauspielerin Salma Hayek und zog in ihre Nähe nach Los Angeles. Die Beziehung endete im Jahr 2000.
Im Jahr 1998 war Atterton in Der Mann in der eisernen Maske zu sehen. Er wirkte in US-amerikanischen Fernsehserien mit, darunter Alias – Die Agentin, Charmed – Zauberhafte Hexen und Firefly – Der Aufbruch der Serenity.
Mitte der 2000er Jahre gab Atterton den Schauspielerberuf auf und stieg in das Bekleidungsunternehmen seiner Familie „Jigsaw London“ ein, das in Kalifornien seinen Sitz hat und Läden in Los Angeles und London betreibt. Er ist verheiratet mit Kelly Atterton, Herausgeberin des Magazins Allure an der US-Westküste.

## Sonstiges
- Edward Atterton spricht neben seiner Muttersprache Englisch auch noch Französisch und, bedingt durch einen zweijährigen Aufenthalt in Tokio,  Japanisch.
- Atterton hat den Schwarzen Gürtel in Karate.

## Filmografie
- 1993: Agatha Christie’s Poirot (Fernsehserie, 1 Folge)
- 1994: Die Scharfschützen (Sharpe, Fernsehserie, 1 Folge)
- 1997: Der Glöckner von Notre Dame (The Hunchback)
- 1998: Der Mann in der eisernen Maske (The Man in the Iron Mask)
- 1998: Drei stahlharte Profis (Fernsehserie)
- 2000: Britannic (Fernsehfilm)
- 2000: In „bester“ Gesellschaft – Eine Familie zum Abgewöhnen (Relative Values)
- 2001: Die Nebel von Avalon (The Mists of Avalon)
- 2003: Carolina – Auf der Suche nach Mr. Perfect (Carolina)
- 2003: She Spies – Drei Ladies Undercover (She Spies, Fernsehserie, 1 Folge)
- 2003: Children of Dune (Fernsehdreiteiler, alle Folgen)